# موریس مولیناری
موریس مولیناری (انگلیسی: Morris Molinari؛ زادهٔ ۴ آوریل ۱۹۷۵) بازیکن فوتبال اهل ایتالیا است.
از باشگاه‌هایی که در آن بازی کرده‌است می‌توان به باشگاه فوتبال آسکولی، باشگاه فوتبال فروزینونه، باشگاه فوتبال ویرتوس لانچانو، باشگاه فوتبال سالرنیتانا، باشگاه فوتبال اودینزه، باشگاه فوتبال مونتسا، باشگاه فوتبال تریستیانا، باشگاه فوتبال رجانا، و باشگاه فوتبال یووه استابیا اشاره کرد.